# 御花畑屋敷跡
近衛家別邸 御花畑屋敷跡（このえけべってい おはなばたけやしきあと）は、京都府京都市上京区森之木町462にある史跡。近衛家の別邸であった「御花畑御屋敷」の跡地。

## 歴史
薩摩藩が近衛家から借り受け、小松帯刀が使用していた屋敷。この屋敷で西郷隆盛や坂本龍馬、木戸孝允などと政治活動を行っていた。
慶応2年1月21日（1866年3月7日）、「禁門の変」以来関係が悪化していた長州藩と薩摩藩が薩長同盟を締結した。同盟は土佐の浪人坂本龍馬らの仲介によって、長州藩の木戸孝允と薩摩藩の西郷隆盛らの間で、近衛家別邸御花畑屋敷で結ばれた。
2016年（平成28年）には、鹿児島、京都においてそれぞれ新たな史料が発見されたことによって御花畑御屋敷の場所が判明し、2017年（平成29年）2月には京都歴史地理同考会によって跡地付近に石碑が建立された。現在はカフェ（Prangipani）として利用されている。

## 現地情報
所在地
- 〒602-0011 京都府京都市上京区森之木町462

アクセス
- 京都市営地下鉄烏丸線鞍馬口駅から徒歩3分